# Ältasjön, Småland
Ältasjön är en sjö i Ljungby kommun i Småland och ingår i Lagans huvudavrinningsområde. Sjön är 1,6 meter djup, har en yta på 0,254 kvadratkilometer och befinner sig 157 meter över havet. Ältasjön ligger i Lidhultsåsen Natura 2000-område. Sjön avvattnas av vattendraget Lidhultsån. Vid provfiske har abborre, braxen, gädda och mört fångats i sjön.

## Delavrinningsområde
Ältasjön ingår i det delavrinningsområde (630380-135742) som SMHI kallar för Inloppet i Unnen. Medelhöjden är 164 meter över havet och ytan är 23,55 kvadratkilometer. Det finns ett avrinningsområde uppströms, och räknas det in blir den ackumulerade arean 52,16 kvadratkilometer. Lidhultsån som avvattnar avrinningsområdet har biflödesordning 3, vilket innebär att vattnet flödar genom totalt 3 vattendrag innan det når havet efter 140 kilometer. Avrinningsområdet består mestadels av skog (61 %) och sankmarker (16 %). Avrinningsområdet har 1,02 kvadratkilometer vattenytor vilket ger det en sjöprocent på 4,3 %. Bebyggelsen i området täcker en yta av 1,36 kvadratkilometer eller 6 % av avrinningsområdet.